# 朝鲜峭腹蛛
朝鲜峭腹蛛（学名：Tmarus koreanus）为蟹蛛科峭腹蛛属的动物。分布于韩国以及中国大陆的湖北等地。该物种的模式产地在朝鲜。